# 英·瑪哈
伊恩・馬卡爾格（英語：Ian McHarg，1920年11月20日—2001年3月5日），蘇格蘭景觀建築師和著名作家，是美國賓夕法尼亞大學景觀建築系創始人（此系在1920年代已有，不過後來歷經停止招生，以及開授無學位課程，直至馬卡爾格重新創立）。於1969年出版重要著作Design With Nature，2000年日本國際獎得主。